# Dodecastigma amazonicum
Dodecastigma amazonicum är en törelväxtart som beskrevs av Adolpho Ducke. Dodecastigma amazonicum ingår i släktet Dodecastigma och familjen törelväxter. Inga underarter finns listade i Catalogue of Life.